# Gro Kvinlog

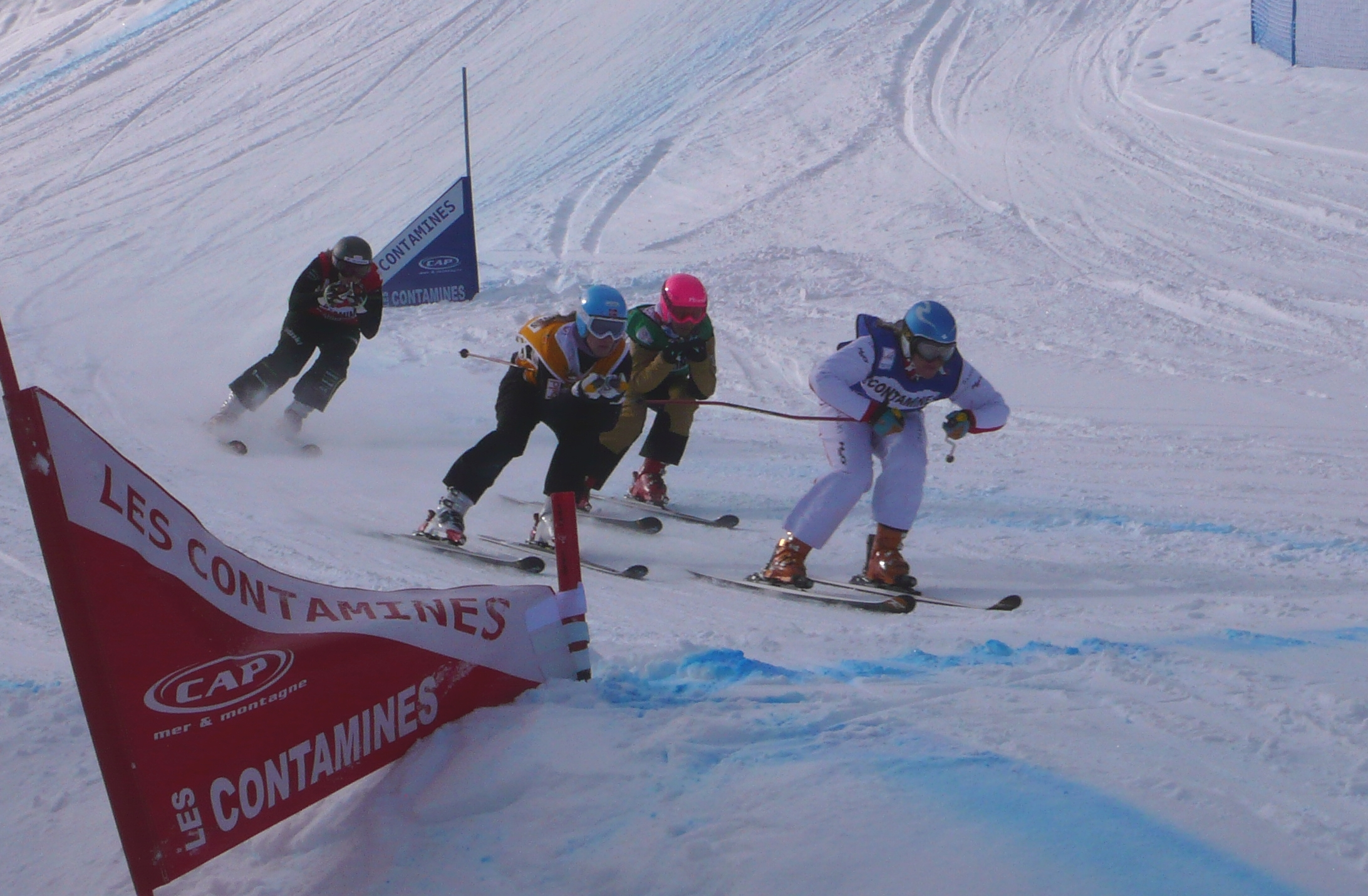
Skicross 2010 in Les Contamines-Montjoie: Sophie Fjellvang-Sølling, Gro Kvinlog Genlid, Marion Josserand, Katrin Müller

Gro Kvinlog Genlid (* 8. Juni 1976 in Gjøvik) ist eine norwegische Skicrosserin und ehemalige alpine Skiläuferin.

## Alpiner Skilauf
Kvinlogs stärkste Disziplin war der Riesenslalom, daneben startete sie auch im Super-G und in der Abfahrt. Als Jugendliche nahm sie an den Ski-Juniorenweltmeisterschaften von 1993, 1994 und 1995 teil, bei denen sie insgesamt drei Platzierungen unter den besten Zehn erreichte. Bestes Ergebnis der Norwegerin war der vierte Platz im Riesentorlauf 1995. 1993 gewann sie bei den Europäischen Olympischen Winter-Jugendtagen in Aosta die Bronzemedaille im Riesenslalom.
Im alpinen Ski-Weltcup punktete Kvinlog erstmals im Dezember 1993 mit Platz 28 im Riesentorlauf von Tignes. Im folgenden Jahr erreichte sie in den Riesentorläufen von Park City und Vail jeweils Rang sieben und belegte in der Disziplinenwertung der Saison 1994/95 den 13. Rang. Danach konnte sie diese Leistungen nicht mehr wiederholen, dazu kam Ende 1996 eine Verletzung. Nach ihrem Comeback gelangen Kvinlog im Riesentorlauf keine Weltcup-Ergebnisse mehr, einzig in ihrer letzten Weltcup-Saison 2000/01 punktete sie je einmal in Abfahrt und Super-G.
2001 bis 2005 studierte Gro Kvinlog Kunst am Sierra Nevada College (SNC) in den Vereinigten Staaten. Daneben verstärkte sie das Skiteam des SNC bei nationalen College-Meisterschaften.

## Skicross
In Amerika kam Kvinlog zum Skicross. Ihre ersten Erfolge in dieser Freestyle-Disziplin waren Platz 7 bei den FIS-Weltmeisterschaften 2005 in Ruka sowie die Silbermedaille bei den X-Games 2006. Danach pausierte sie und wurde Mutter, in den Weltcup kehrte sie Anfang 2008 zurück. Kvinlogs bisher bestes Ergebnis ist ein dritter Rang vom März 2008, dazu kommen sieben weitere Platzierungen unter den besten Zehn. In Vancouver 2010 startete sie erstmals bei Olympischen Spielen, musste sich jedoch mit Platz 27 begnügen.

## Erfolge Ski Alpin

### Weltmeisterschaften
- Sierra Nevada 1996: 28. Super G, Ausfall Riesentorlauf

### Juniorenweltmeisterschaften
- Monte Campione 1993: 19. Riesentorlauf, 55. Super-G
- Lake Placid 1994: 6. Riesentorlauf, 9. Super-G, 16. Abfahrt
- Voss 1995:  4. Riesentorlauf, 12. Abfahrt, 24. Slalom

### Weltcup
- 2 Platzierungen unter den besten zehn

## Erfolge Skicross

### Olympische Spiele
- 2010 Vancouver: 27. Skicross

### Weltmeisterschaften
- Ruka 2005: 7. Skicross
- Inawashiro 2009: 12. Skicross

### Weltcup
- 6 Platzierungen unter den besten acht, 1 Podestplatz

### X Games
- Silber 2006